# Craiu Iovan Craiova
Craiu Iovan Craiova sau Craiovan Craiova a fost un club de fotbal românesc din Craiova, judetul Dolj. A ajuns de două ori în faza finală a Campionatului României de fotbal în anii 1920. Din cauza asemănării fonetice, el este adesea numit Craiovan Craiova.

## Istorie
Înființat în anul 1920[a] de un grup de studenți, muncitori și funcționari conduși de dr. Marcel Spânișteanu, clubul și-a luat un nume de străvechi blazon, descins din presupusul Craiu Iovan, legendarul întemeietor al Cetații Băniei.
Craiu Iovan a jucat în campionatul regional pentru a se califica în etapa finală a Campionatului României de fotbal. Clubul a făcut acest lucru pentru prima dată în sezonul 1925-1926, când a pierdut primul meci la nivel național cu Juventus București. Doi ani mai târziu, Craiu Iovan a reușit din nou să câștige campionatul regional, de data aceasta fiind eliminat în primul joc din finala națională de Șoimii Sibiu.
În anii următori, clubul nu a mai reușit să se afirme în campionatul regional. Când operațiunile ligii au fost introduse în 1932 odată cu înființarea Diviziei A, Craiu Iovan nu a fost inclus. Abia în 1935 a reușit calificarea pentru divizia secundă care fusese fondată între timp, Divizia B. În Sezonul II, care a inclus cluburile din jurul Timișoarei și Craiovei, clubul a terminat pe locul șase din opt echipe și i s-a permis să joace în sezonul 1936/37 după ce seriile au fost combinate în Grupa de Vest. Un an mai târziu, clubul a fost repartizat în Grupa de Nord. A încheiat ambele sezoane cu un loc la mijlocul clasamentului.
În 1938, Divizia B a fost extinsă, deoarece a treia ligă românească, Divizia C, nu s-a disputat în acel an. Craiu Iovan a jucat în grupa Sud-Vest și a terminat din nou la mijlocul clasamentului. 
În 1940, Craiu Iovan a fuzionat cu rivalii locali de la Rovine Grivița Craiova, care a jucat și în Divizia B, pentru a forma FC Craiova, care a devenit una dintre cele mai bune echipe de fotbal românești în timpul celui de-al Doilea Război Mondial.

## Palmares
- Divizia A
  - Turul preliminar (1): 1925-26, 1927-28